# Pygopus
Genre
Pygopus est un genre de geckos de la famille des Pygopodidae.

## Répartition
Les espèces de ce genre sont endémiques d'Australie.

## Liste des espèces
Selon The Reptile Database (8 février 2013) :
- Pygopus lepidopodus (Lacépède, 1804)
- Pygopus nigriceps (Fischer, 1882)
- Pygopus robertsi Oliver, Couper & Amey, 2010
- Pygopus schraderi Boulenger, 1913
- Pygopus steelescotti James, Donnellan & Hutchinson, 2001

## Publication originale
- Merrem, 1820 : Versuch eines Systems der Amphibien I (Tentamen Systematis Amphibiorum). J. C. Krieger, Marburg, p. 1-191 (texte intégral).